# Elitloppet 2022
Elitloppet 2022 var den 71:e upplagan av Elitloppet, som gick av stapeln söndagen den 29 maj 2022 på Solvalla i Stockholm. Loppet vanns av den franska hästen Etonnant körd av Anthony Barrier och tränad av Richard Westerink.

## Upplägg och genomförande
Elitloppet är ett inbjudningslopp och varje år bjuds 16 hästar som utmärkt sig in till Elitloppet. Hästarna lottas in i två kvalheat, och de fyra bästa i varje försök går vidare till finalen som sker 2–3 timmar senare samma dag. Ju
bättre placering i kvalheatet, desto tidigare får hästens tränare välja startspår inför finalen. Samtliga tre lopp travas sedan 1965 över sprinterdistansen 1 609 meter (engelska milen) med autostart (bilstart). Inför 2022 års upplaga av Elitloppet höjdes förstapriset till 5 miljoner kronor, och kom därmed att bli världens mest penningstinna sulkylopp. En ytterligare nyhet var Folkets häst, där publiken fick möjligheten att rösta på fyra kandidater, varvid hästen som fick flest röster tilldelades den sista startplatsen i loppet.
I Elitloppet får en och samma kusk köra en häst i endast ett kvalheat, en regel som infördes till 2018. Tidigare hade samma kusk kunnat köra i båda försöken för att sedan välja häst i finalen. Samma kusk ska köra hästen i både försök och final. Ägare, tränare, skötare och uppfödare kan fortfarande ha flera deltagande hästar.

### Direktkvalificering
I följande lopp blir vinnaren direktkvalificerad till Elitloppet:
| Lopp                      | Bana     | Distans | Grupp   |
| ------------------------- | -------- | ------- | ------- |
| Paralympiatravet          | Åby      | 2 140 m | Grupp 1 |
| Finlandialoppet           | Vermo    | 1 620 m | Grupp 1 |
| Meadow Roads Lopp         | Solvalla | 1 640 m | -       |
| H.K.H. Prins Daniels Lopp | Gävle    | 1 609 m | Grupp 2 |

### Andra lopp under Elitloppshelgen
Under Elitloppshelgen så körs det även V75-finaler, och V75-spel både lördag och söndag. Andra stora lopp under helgen är Harper Hanovers Lopp, Sweden Cup, Elitkampen, Fyraåringseliten, Treåringseliten, Fyraåringseliten för ston, Lady Snärts Lopp, Lärlingseliten och Montéeliten.

## Inbjudna hästar
| #  | Häst              | Kön    | Tränare               | Nationalitet | Datum            | Kvalificering             | Ref.          |
| -- | ----------------- | ------ | --------------------- | ------------ | ---------------- | ------------------------- | ------------- |
| 1  | Don Fanucci Zet   | Hingst | Daniel Redén          | Sverige      | 26 februari 2022 | Inbjuden                  | [ 7 ] [ 8 ]   |
| 2  | Etonnant          | Hingst | Richard Westerink     | Frankrike    | 19 mars 2022     | Inbjuden                  | [ 9 ] [ 10 ]  |
| 3  | Vivid Wise As     | Hingst | Alessandro Gocciadoro | Italien      | 26 mars 2022     | Inbjuden                  | [ 11 ] [ 12 ] |
| 4  | Extreme           | Hingst | Steen Juul            | Danmark      | 9 april 2022     | Inbjuden                  | [ 13 ] [ 14 ] |
| 5  | Perfetto          | Valack | Dagfin Henriksen      | Kanada       | 17 april 2022    | Inbjuden                  | [ 15 ] [ 16 ] |
| 6  | Vernissage Grif   | Hingst | Alessandro Gocciadoro | Italien      | 23 april 2022    | Inbjuden                  | [ 17 ] [ 18 ] |
| 7  | Önas Prince       | Hingst | Per Nordström         | Sverige      | 30 april 2022    | Inbjuden                  | [ 19 ] [ 20 ] |
| 8  | Cokstile          | Hingst | Erik Bondo            | Italien      | 1 maj 2022       | Finlandialoppet           | [ 21 ] [ 22 ] |
| 9  | Admiral As        | Valack | Reijo Liljendahl      | Sverige      | 7 maj 2022       | Inbjuden                  | [ 23 ] [ 24 ] |
| 10 | Snowstorm Hanover | Hingst | Daniel Redén          | Sverige      | 11 maj 2022      | Meadow Roads lopp         | [ 25 ] [ 26 ] |
| 11 | Who's Who         | Hingst | Pasi Aikio            | Sverige      | 14 maj 2022      | Paralympiatravet          | [ 27 ] [ 28 ] |
| 12 | Hail Mary         | Hingst | Daniel Redén          | Sverige      | 19 maj 2022      | Inbjuden                  | [ 29 ]        |
| 13 | Brother Bill      | Valack | Timo Nurmos           | Sverige      | 21 maj 2022      | Inbjuden                  | [ 30 ]        |
| 14 | Mister F Daag     | Hingst | Paul Hagoort          | Belgien      | 21 maj 2022      | Inbjuden                  | [ 31 ]        |
| 15 | Click Bait        | Hingst | Stefan Melander       | Sverige      | 21 maj 2022      | H.K.H. Prins Daniels Lopp | [ 32 ]        |
| 16 | Night Brodde      | Hingst | Conrad Lugauer        | Sverige      | 22 maj 2022      | Folkets häst              | [ 33 ] [ 34 ] |

### Inbjudna hästar som tackat nej
| Häst             | Kön    | Tränare       | Nationalitet | Ref.          |
| ---------------- | ------ | ------------- | ------------ | ------------- |
| San Moteur       | Hingst | Björn Goop    | Sverige      | [ 35 ]        |
| Back Of The Neck | Hingst | Åke Svanstedt | USA          | [ 36 ] [ 37 ] |

### Folkets häst
I momentet Folkets häst ges publiken möjligheten att rösta på fyra kandidater. Den häst med flest röster tilldelas en startplats i loppet. Adrian Kolgjini meddelade innan röstningen att Upstate Face drar sig ur, då han inte vill ha med hästen i loppet under rådande förutsättningar.
| Häst         | Kön    | Tränare         | Nationalitet | Ref.  |
| ------------ | ------ | --------------- | ------------ | ----- |
| Upstate Face | Valack | Adrian Kolgjini | Sverige      | [ 4 ] |
| Calle Crown  | Hingst | Tomas Malmqvist | Sverige      | [ 4 ] |
| Night Brodde | Hingst | Conrad Lugauer  | Sverige      | [ 4 ] |
| Stoletheshow | Hingst | Frode Hamre     | Sverige      | [ 4 ] |

## Spårlottning
Spårlottningen till Elitloppet lottades direktsänt i TV12 den 22 maj 2022. Hästarna var seedade så att Vivid Wise As och Don Fanucci Zet inte skulle kunna mötas i kvalheat. Det lottades även att heat grön ska köras först.

### Kvalheat grön
| S | Häst            | Kusk                  | Tränare               | Land      |
| - | --------------- | --------------------- | --------------------- | --------- |
| 1 | Önas Prince     | Per Nordström         | Per Nordström         | Sverige   |
| 2 | Brother Bill    | Jorma Kontio          | Timo Nurmos           | Sverige   |
| 3 | Cokstile        | Christoffer Eriksson  | Erik Bondo            | Italien   |
| 4 | Perfetto        | Dagfin Henriksen      | Dagfin Henriksen      | Kanada    |
| 5 | Click Bait      | Ulf Ohlsson           | Stefan Melander       | Sverige   |
| 6 | Vernissage Grif | Alessandro Gocciadoro | Alessandro Gocciadoro | Italien   |
| 7 | Etonnant        | Anthony Barrier       | Richard Westerink     | Frankrike |
| 8 | Don Fanucci Zet | Örjan Kihlström       | Daniel Redén          | Sverige   |

### Kvalheat blå
| S | Häst              | Kusk              | Tränare               | Land    |
| - | ----------------- | ----------------- | --------------------- | ------- |
| 1 | Snowstorm Hanover | Magnus A. Djuse   | Daniel Redén          | Sverige |
| 2 | Admiral As        | Per Lennartsson   | Reijo Liljendahl      | Sverige |
| 3 | Who's Who         | Åke Svanstedt     | Pasi Aikio            | Sverige |
| 4 | Hail Mary         | Erik Adielsson    | Daniel Redén          | Sverige |
| 5 | Night Brodde      | Conrad Lugauer    | Conrad Lugauer        | Sverige |
| 6 | Mister F Daag     | Robin Bakker      | Paul Hagoort          | Belgien |
| 7 | Vivid Wise As     | Matthieu Abrivard | Alessandro Gocciadoro | Italien |
| 8 | Extreme           | Björn Goop        | Steen Juul            | Danmark |

### Finallottning
Lottningen för finalheatet ägde rum på Solvallas stallbacke runt klockan 16:50. Segrarna i kvalheaten Örjan Kihlström (Don Fanucci Zet) och Robin Bakker (Mister F Daag) fick dra boll om vem som får välja spår först. Kihlström fick boll nummer ett och därmed välja spår först.
| S | Häst            | Kusk              | Tränare               | Land      |
| - | --------------- | ----------------- | --------------------- | --------- |
| 1 | Don Fanucci Zet | Örjan Kihlström   | Daniel Redén          | Sverige   |
| 2 | Mister F Daag   | Robin Bakker      | Paul Hagoort          | Belgien   |
| 3 | Click Bait      | Ulf Ohlsson       | Stefan Melander       | Sverige   |
| 4 | Hail Mary       | Erik Adielsson    | Daniel Redén          | Sverige   |
| 5 | Önas Prince     | Per Nordström     | Per Nordström         | Sverige   |
| 6 | Vivid Wise As   | Matthieu Abrivard | Alessandro Gocciadoro | Italien   |
| 7 | Etonnant        | Anthony Barrier   | Richard Westerink     | Frankrike |
| 8 | Night Brodde    | Conrad Lugauer    | Conrad Lugauer        | Sverige   |

## Resultat

### Kvalheat 1
| P | S | Häst            | Kusk                  | Tränare               | Land      | Odds  | Tid    |
| - | - | --------------- | --------------------- | --------------------- | --------- | ----- | ------ |
| 1 | 8 | Don Fanucci Zet | Örjan Kihlström       | Daniel Redén          | Sverige   | 4,08  | 1.09,1 |
| 2 | 5 | Click Bait      | Ulf Ohlsson           | Stefan Melander       | Sverige   | 22,92 | 1.09,2 |
| 3 | 1 | Önas Prince     | Per Nordström         | Per Nordström         | Sverige   | 3,15  | 1.09,2 |
| 4 | 7 | Etonnant        | Anthony Barrier       | Richard Westerink     | Frankrike | 7,08  | 1.09,5 |
| 5 | 4 | Perfetto        | Dagfin Henriksen      | Dagfin Henriksen      | Kanada    | 39,95 | 1.09,7 |
| 6 | 3 | Cokstile        | Christoffer Eriksson  | Erik Bondo            | Italien   | 4,24  | 1.09,8 |
| 7 | 6 | Vernissage Grif | Alessandro Gocciadoro | Alessandro Gocciadoro | Italien   | 19,09 | 1.09,9 |
| 8 | 2 | Brother Bill    | Jorma Kontio          | Timo Nurmos           | Sverige   | 8,48  | 1.10,4 |

### Kvalheat 2
| P   | S | Häst              | Kusk              | Tränare               | Land    | Odds  | Tid    |
| --- | - | ----------------- | ----------------- | --------------------- | ------- | ----- | ------ |
| 1   | 6 | Mister F Daag     | Robin Bakker      | Paul Hagoort          | Belgien | 43,30 | 1.09,1 |
| 2   | 4 | Hail Mary         | Erik Adielsson    | Daniel Redén          | Sverige | 2,47  | 1.09,3 |
| 3   | 7 | Vivid Wise As     | Matthieu Abrivard | Alessandro Gocciadoro | Italien | 3,66  | 1.09,4 |
| 4   | 5 | Night Brodde      | Conrad Lugauer    | Conrad Lugauer        | Sverige | 26,38 | 1.09,7 |
| 5   | 3 | Who's Who         | Åke Svanstedt     | Pasi Aikio            | Sverige | 4,16  | 1.10,0 |
| 6   | 1 | Snowstorm Hanover | Magnus A. Djuse   | Daniel Redén          | Sverige | 11,18 | 1.10,6 |
| d   | 2 | Admiral As        | Per Lennartsson   | Reijo Liljendahl      | Sverige | 9,08  | 5g     |
| str | 8 | Extreme           | Björn Goop        | Steen Juul            | Danmark | -     | -      |

### Finalheat
| P   | S | Häst            | Kusk              | Tränare               | Land      | Odds  | Tid     |
| --- | - | --------------- | ----------------- | --------------------- | --------- | ----- | ------- |
| 1   | 7 | Etonnant        | Anthony Barrier   | Richard Westerink     | Frankrike | 10,18 | 1.09,3g |
| 2   | 4 | Hail Mary       | Erik Adielsson    | Daniel Redén          | Sverige   | 6,66  | 1.09,4  |
| 3   | 2 | Mister F Daag   | Robin Bakker      | Paul Hagoort          | Belgien   | 13,09 | 1.09,5  |
| 4   | 6 | Vivid Wise As   | Matthieu Abrivard | Alessandro Gocciadoro | Italien   | 7,36  | 1.09,7  |
| 5   | 3 | Click Bait      | Ulf Ohlsson       | Stefan Melander       | Sverige   | 11,29 | 1.10,0  |
| d   | 8 | Night Brodde    | Conrad Lugauer    | Conrad Lugauer        | Sverige   | 44,48 | 6g      |
| d   | 5 | Önas Prince     | Per Nordström     | Per Nordström         | Sverige   | 21,91 | 7g      |
| utg | 1 | Don Fanucci Zet | Örjan Kihlström   | Daniel Redén          | Sverige   | 1,91  | ug      |